# براغينغ رايتس (2009)
براغينغ رايتس (بالإنجليزية: Bragging Rights)‏، كان حدثاً لمصارعة المحترفين بنظام الدفع مقابل المشاهدة، نظمته مؤسسة المصارعة العالمية الترفيهية (WWE) يوم 25 أكتوبر 2009 في بيتسبرغ (بنسيلفانيا).

## النتائج
| #  | المباراة | الشروط                                                                                          | الوقت    |
| -- | --- | ----------------------------------------------------------------------------------------------- | -------- |
| 1D | كريستيان (ب) هزم بول بورشيل | مباراة عادية على بطولة إي سي دبليو                                                              | N/A      |
| 2  | ذا ميز هزم جون موريسون | مباراة اينتربراند                                                                               | 10:54    |
| 3  | سماكداون ديفاز (ميشيل مكول وبيث فينيكس وناتاليا) هزموا رو ديفاز (ميلينا وكيلي كيلي و غايل كيم) | انتربراند 6 ديفاز مباراة فرق                                                                    | 06:54    |
| 4  | الاندرتيكر (ب) هزم كل من باتيستا وري ميستيريو وسي ام بانك | مباراة رباعية على بطولة العالم للوزن الثقيل                                                     | 09:55    |
| 5  | فريق سماكداون (كابتن كريس جيريكو و مساعد الكابتن كين وآر تروث ومات هاردي وفينلي و ذا هارت ديانسيتي (تايسون كيد وديفيد هارت سميث)) هزموا فريق رو (دي اكس (تريبل اتش وشون مايكلز) و بيغ شو وكودي رودز وجاك سواغر وكوفي كينغستون ومارك هينري | اينتربراند 14 رجل مباراة فرق                                                                    | 15:34    |
| 6  | جون سينا هزم راندي اورتن (ب) 6-5 | 60 دقيقة مباراة هاردكور مباراة ايرون مان على بطولة دبليو دبليو إي اذا خسر سينا سوف يغادر فئة رو | 01:00:00 |

## روابط خارجية
- براغينغ رايتس على موقع IMDb (الإنجليزية)
- براغينغ رايتس على موقع قاعدة بيانات الفيلم (الإنجليزية)
- براغينغ رايتس على موقع كينوبويسك (الروسية)